# José María Podestá
José María Podestá (1898-1983) fue un periodista, profesor de historia, dramaturgo y escritor uruguayo.
En la década de 1920, trabajó como corresponsal de varios periódicos uruguayos en Roma. Su afición por el teatro también lo llevó por el camino de la crítica teatral. En 1951 presidió el jurado en el Primer Festival de Cine de Punta del Este.
Estuvo casado con la abogada y militante feminista Clotilde Luisi. Juntos participaron en las Olimpíadas de Londres de 1948 en la categoría Artes.